# 高タンパク質食

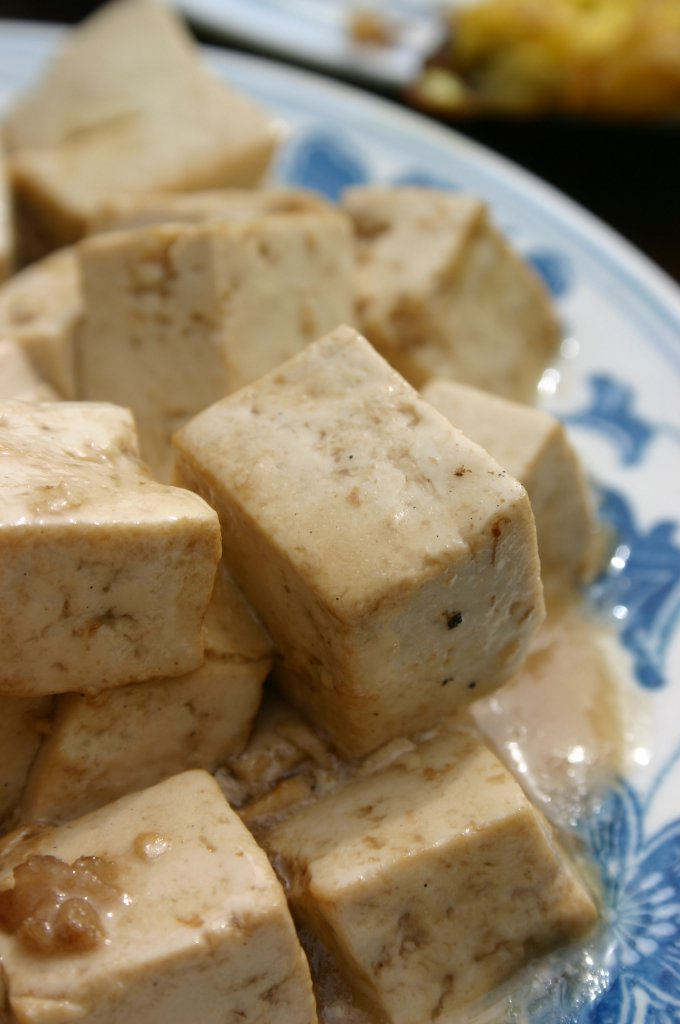
高タンパク質食品の例として豆腐 （上図）、乳製品、魚、肉がある。

高タンパク質食（こうタンパクしつしょく）は、脂質や炭水化物の消費量が少ない食事を指す。カロリーを制限しなかったり脂質を含んだりする可能性がある低炭水化物食とは異なる。高タンパク質食の食品の例には、赤身の牛肉、鶏肉、鳥肉、豚肉、サケとマグロ、卵、および大豆が含まれる。毎日のタンパク質消費量が総エネルギー摂取量の15%を超える場合、食事は「高タンパク質」とみなされる。 

## 健康への影響
栄養学者は、この食事は不健康でバランスの悪いものと説明している。 
他のカロリー源（脂質または炭水化物）の摂取不足を伴った極端なタンパク質摂取（1日あたり200 g超）は、タンパク質中毒として知られる代謝障害を引き起こして死亡する可能性がある。他のカロリー源を摂取する場合でも、1日あたり285 gを超えるタンパク質（体重80 kgの場合）を消費することは安全でない可能性がある。 
慢性疾患の発症におけるより適度で長期的な高タンパク質摂取の影響に関する証拠は、比較的少ない。腎臓への負荷の増加は、塩化ナトリウムの再吸収が増加した結果である。これにより、尿細管糸球体フィードバックの感度が低下した結果、糸球体ろ過率が増加する。これにより、糸球体毛細血管の圧力が増加する。さらに別の腎疾患にも罹患すると、永続的な腎障害を引き起こす可能性がある。『ニューイングランド・ジャーナル・オブ・メディシン』の2017年のレビューペーパーは、高タンパク質食が慢性腎疾患を含む腎障害の生涯リスクの一因となる可能性があることを示唆している。 
マメ科植物とナッツには、食肉に欠けている食物繊維が含まれている。

## スポーツトレーニング
運動トレーニング中、特に筋肉量と筋力を伸ばそうとする場合にタンパク質の摂取量を増やすことは有益であるが、1日当たり体重の2倍を超える量のタンパク質を摂取することが効果的とする証拠はほとんどない。